# Berthelming
Berthelming é uma comuna francesa na região administrativa de Grande Leste, no departamento de Mosela. Estende-se por uma área de 10,67 km². Em 2010 a comuna tinha 521 habitantes (densidade: 48,8 hab./km²).